# 잔 다르크 (1999년 영화)
《잔 다르크》(Jeanne d'Arc, The Messenger: The Story Of Joan Of Arc)는 프랑스에서 제작된 뤽 베송 감독의 1999년 액션, 전쟁, 드라마 영화이다. 밀라 요보비치 등이 주연으로 출연하였고 패트리스 르두 등이 제작에 참여하였다.
이 영화는 비평가들로부터 엇갈린 평가를 받았으며 박스오피스에서 그다지 성공적이지 못했다. (제작비는 60,000,000 달러였고 흥행 수익은 67,000,000 달러에 그쳤다)

## 줄거리
어린 시절의 잔 다르크는 폭력적이고 초자연적인 환영을 보게 된다. 그가 집으로 돌아왔을 때 마을은 불타고 있었다. 언니 캐서린은 그를 영국군으로부터 숨겨 보호하려 했다. 그러나 숨어있는 동안 잔은 언니가 잔혹하게 살해당하고 강간당하는 것을 목격한다. 충격에 빠진 잔은 먼 친척들에게 맡겨진다.
수년 후 시농에서 프랑스의 왕세자이자 곧 왕이 될 샤를 7세는 이제 십 대가 된 잔으로부터 한 통의 전갈을 받는다. 잔은 점령군 영국에 맞서 싸울 군대를 지원해달라고 요청한다. 샤를은 잔을 만나고 장모 아라곤의 욜란드와 함께 잔의 환영에 관한 이야기를 듣는다. 절박했던 그는 잔의 예언을 믿기로 한다.
갑옷을 입은 잔은 포위당한 도시 오를레앙으로 프랑스군을 이끈다. 그는 영국군에게 항복할 기회를 주지만 그들은 이를 거부한다. 잔의 지휘를 불신하던 군 지휘관들은 다음 날 아침, 그의 부재 중에 생 루 요새를 공격하기 시작한다. 잔이 전장에 도착했을 때 프랑스 병사들은 퇴각하고 있었다. 잔은 퇴각을 중단시키고 다시 공격을 이끌어 요새를 성공적으로 점령한다. 그들은 투렐이라 불리는 적의 요새로 진군한다. 잔은 다시 한 번 영국군에게 항복할 기회를 주지만 그들은 거절한다. 잔은 투렐 공격을 이끌지만, 영국군의 수비대는 큰 타격을 입히며 잔에게 중상을 입힌다. 그럼에도 잔은 다음 날 두 번째 공격을 이끌었고 요새는 함락된다. 영국군이 재편성하는 동안 프랑스군은 개활지를 가로질러 그들과 대치한다. 잔은 홀로 영국군을 향해 말을 달려 영국으로 돌아갈 마지막 기회를 준다. 영국군은 이를 수락하고 퇴각한다.
잔은 랭스로 돌아가 샤를 7세의 대관식을 지켜본다. 그의 군사 작전은 파리의 성벽까지 이어졌으나, 요청했던 증원군을 받지 못해 포위 공격은 실패로 끝난다. 잔은 샤를 7세에게 다시 군대를 요청하지만 그는 이제 전쟁보다 외교를 선호한다며 거절한다. 샤를은 잔이 자신의 지위를 위협하고 재정을 고갈시킬 것이라 믿어, 적군에게 그를 생포되게 하는 음모를 꾸민다. 잔은 콩피에뉴에서 친영국계 부르고뉴군에게 포로로 잡혀 영국군에게 팔려간다. 영국군은 잔을 루앙에서 재판에 회부하고 족쇄를 채운다.
신으로부터 환영과 계시를 받았다는 그의 주장을 근거로, 종교재판소에서 이단 재판이 진행된다. 영국 병사들은 그가 감옥에 있는 동안에도 초자연적으로 전투에 영향을 미칠 수 있다고 믿어 두려워했기에, 영국군은 잔을 서둘러 유죄 판결하고 처형하기를 원한다. 코숑 주교는 신으로부터 환영을 받은 이를 잘못 처형할까 두려워한다. 유죄 판결을 받은 잔은 마지막 고해성사도 하지 못한 채 처형당할 것이라는 사실에 절망한다. 주교는 고해성사를 듣기 전에 환영에 대해 철회해야 한다고 말한다. 잔은 철회 문서에 서명한다. 안도한 주교는 이제 잔을 이단으로 화형시킬 수 없다며 영국군에게 문서를 보여준다. 감방에서 잔은 자신의 양심과 마주하며 실제로 신의 계시를 받은 것이었는지 의문을 품는다.
좌절한 영국군은 교회가 잔을 처형할 다른 방법을 고안해낸다. 영국 병사들은 잔의 감방에 들어가 그의 옷을 찢고 남자 옷을 입힌다. 영국군은 잔이 주문을 걸어 새 옷을 나타나게 했으며 화형당해야 할 마녀라고 주장한다. 주교는 영국군이 거짓말을 하고 있다고 의심하면서도 잔을 그들의 손에 맡기고, 잔은 루앙의 광장에서 산 채로 화형을 당한다. 후일담으로 그는 20세기에 성인으로 시성되었다는 내용이 덧붙여진다.

## 출연
- 밀라 요보비치 - 잔 다르크 역
- 더스틴 호프만 - 잔의 의식 역
- 페이 더너웨이 - 욜랑드 다라곤 역
- 존 말코비치 - 샤를 7세 역
- 체키 카리오 - 장 드 뒤누아 역
- 뱅상 카셀 - 질 드 레 역
- 파스칼 그레고리 - 장 달랑송 역
- 데즈먼드 해링턴
- 리처드 리딩즈 - 라 이르 역

## 기타
- 공동제작: 뤽 베송
- 미술: 허그즈 티산디어
- 세트: 알랑 피트렐
- 의상: 캐서린 레터리어
- 배역: 루신다 사이슨

## 한국어 더빙 성우진

### MBC (2003년 8월 15일)
- 정미숙 - 잔 다르크(밀라 요보비치)
- 이종혁 - 샤를 7세(존 말코비치)
- 김은영 - 욜란드 다라곤(페이 더너웨이)
- 권혁수 - 콘시언스(더스틴 호프만)
- 표영재 - 잔
- 박지훈 - 나레이션
- 김서영 - 어린 잔 다르크
- 문남숙 - 잔 다르크 언니
- 김태훈 - 주교
- 이종오 - 헨리왕
- 김명수
- 변종필
- 이철용
- 최석필
- 송준석
- 이상훈
- 최한
- 방성준
- 이원찬
- 정재헌

### SBS (2005년 10월 2일)
- 정미숙 - 잔느(밀라 요보비치)
- 최원형 - 샤를 7세(존 말코비치)
- 이진화 - 욜랑드(페이 더너웨이)
- 시영준 - 양상(더스틴 호프만)
- 손원일 - 질드레(뱅상 카셀)
- 권혁수 - 뒤누아(체키 카리오)
- 엄상현 - 올롱
- 이종혁 - 꼬숑
- 홍승섭 - 트레모이
- 김소형 - 레뇨
- 오수경 - 카트린느
- 원호섭 - 알랑쏭